# Уилер, Уильям Элмон
Уильям Элмон Уилер (англ. William Almon Wheeler, 30 июня 1819, Малон, Франклин, Нью-Йорк — 4 июня 1887, там же) — американский политический и государственный деятель; вице-президент США в 1877—1881, член Республиканской партии (фракция «полукровок»).
Уильям Уилер окончил Университет Вермонта и в 1845 был допущен к юридической практике в своём родном городе. В 1850 он был избран в ассамблею штата Нью-Йорк, в 1858—1860 был членом Сената штата. В 1861—1863 и в 1869—1877 годах — депутат Палаты представителей. Он имел репутацию честного человека и, несмотря на длительную политическую карьеру, не был известен за пределами своего округа. В 1876 Уилер неожиданно для самого себя был избран кандидатом в вице-президенты США в паре с Ратерфордом Хейсом после шуточного предложения одного из депутатов конвента, чуть было не зашедшего в тупик. На выборах, ставших самыми скандальными в истории США, Хейс и Уилер одержали победу. Уилер не мог баллотироваться на второй срок из-за нежелания Хейса. После окончания полномочий Уилер оставил политическую и финансовую деятельность по состоянию здоровья.